# Jan Badeni
Jan Badeni (SJ) herbu Bończa (ur. 21 czerwca 1858 w Chabówce, zm. 5 stycznia 1899 w Krakowie) – jezuita (SJ), prowincjał, jeden z pionierów działań społecznych w Galicji.
Po śmierci rodziców wychowywany przez Józefa Badeniego kuzyna ojca posła do Sejmu Krajowego. Publikował (Przegląd Powszechny) w latach 1884-1897 artykuły, sprawozdania oraz recenzje, poświęcając wiele miejsca polskiej emigracji. Był superiorem we Lwowie, a także prowincjałem. Utworzył wspólnotę misyjną dla polskich emigrantów w USA, a także troszczył się o pomoc duszpasterską w innych krajach. Wiele publikował na temat pracy społecznej. Kierował jezuitów do organizacji katolicko-społecznych (Przyjaźń, Jedność). Wspierał pisma robotnicze i ludowe (Pochodnia, Słowo Prawdy, Grzmot).